# Трёхсторонняя конвенция
Трёхсторонняя конвенция (полное название — Конвенция между Соединёнными Штатами Америки, Германской империей и Соединённым Королевством Великобритании и Ирландии в отношении Самоа) — мирный договор, завершивший Вторую гражданскую войну в Самоа.

## Предыстория

### Значение Самоа
Архипелаг Самоа имел достаточно большое значение для многих европейских государств того времени: в частности, до конца XIX века острова использовались как дозаправочная станция для пароходов Францией, Великобританией, Бельгией, Германией и США.

### Конфликт за острова
Германия, США и Британия заявили о своих претензиях на острова. В 1881 году ими было принято решение признать королём Самоа верховного вождя Малиетоа Лаупепу.

#### Господство Германии
Местные жители были недовольны колонизацией Самоа, вследствие чего Лаупепа вступил в открытый вооружённый конфликт с Германией. В ответ немцы стали поддерживать главного соперника Лаупепы — Тамасесе и, вскоре, свергли действующего короля, назначив им Тамасесе. 
Кроме того, Германия назначила премьер-министром Самоа капитана Брандейса, обложившего жителей большими налогами и устроившего массовые репрессии. Против немцев открыто высказывался самоанский вождь Матаафа: имевший большую поддержку среди народа, он одержал победу над войсками Тамасесе и вынудил Брандейса уйти с острова. Тот, в свою очередь, приказал атаковать самоанские деревни с моря.

#### Самоанский кризис
В 1886—1887 годах Британия и США, обеспокоенные действиями немцев, отправили свои войска в Самоа, положив начало Самоанскому кризису в частности и Первой гражданской войне в Самоа в целом. 15—16 марта 1889 года тайфун Апиа уничтожил 6 американских и немецких кораблей, из-за чего были прекращены боевые действия. Затем конфликт продолжился и окончился лишь с подписанием Берлинского соглашения, согласно которому США получали восточные острова архипелага, ставшие Американским Самоа, а Германия — западные, то есть, Германское Самоа, ныне — Самоа.

#### Вторая гражданская война в Самоа
В 1888 году началась Вторая гражданская война, в ходе которой Германия предложила США вновь поделить сферы влияния на островах.

## Переговоры и подписание
Правительство Германии заявило о том, что готово идти на уступки ради достижения мира в Самоа. В апреле 1899 года британское правительство согласилось на создание комиссии, временно управлявшей Самоа и состоявшей из американских, немецких и британских членов под председательством бывшего посла США в Австрии Барлетта Триппа. В июле она пришла к решению о необходимости разделения островов, аргументировав это невозможностью совместного мирного правления островами. Это решение было поддержано Президентом США Уильямом Мак-Кинли с условием сохранения за США острова Тутуила и населённого пункта Паго-Паго.
Переговорные позиции Великобритании были ослаблены Второй англо-бурской войной, однако стремление Германии к скорейшему подписанию договора смягчило этот эффект.

### Англо-немецкое соглашение
Германский император Вильгельм II принял решение посетить Великобританию в ноябре, и немецкое правительство настояло на том, чтобы англо-немецкое соглашение было подписано до отъезда императора. Оно было достигнуто в Лондоне 9 ноября, а подписано 14 ноября.

### Трёхсторонняя конференция
К моменту подписания соглашения согласие США с его условиями было очевидно, и государствам оставалось подписать лишь договор с США — Трёхстороннюю конференцию. Она была подписана 2 декабря 1889 года государственным секретарём США Джоном Милтоном Хеем, послом Германии в США бароном Теодором фон Холлебеном и послом Великобритании в США бароном Джулианом Понцефотом.

## Положения
Согласно положениям Трёхсторонней конференции, произошли следующие территориальные изменения.
США получили:
- все острова архипелага Самоа, расположенные восточнее 171° з. д.;
- остров Тутуила;
- атолл Розе;
- остров Аунуу.

Германия получила:
- все острова архипелага Самоа, расположенные западнее 171° з. д.
- остров Уполу;
- остров Савайи;
- остров Аполима;
- остров Маноно.

Германия уступила Великобритании:
- все острова архипелага Соломоновы острова, расположенные восточнее и юго-восточнее острова Бугенвиль;
- некоторые территории в Западной Африке;
- Тонга.

## Публичные заявления
19 февраля 1900 года Президент США Уильям Мак-Кинли подписал указ о вхождении территорий в состав США, согласно договору, а министр Военно-морских сил США Джон Дэвис Лонг заявил об учреждении на полученных островах военной базы.
Назначенный губернатором Германского Самоа, Вильгельм Зольф назвал подписание договора «счастливым приобретением» и «великим достижением в колониальной политике».

## Утрачивание силы
Договор утратил силу с началом Первой мировой войны 28 июля 1914 года.